# Shanti (Sanskrit)

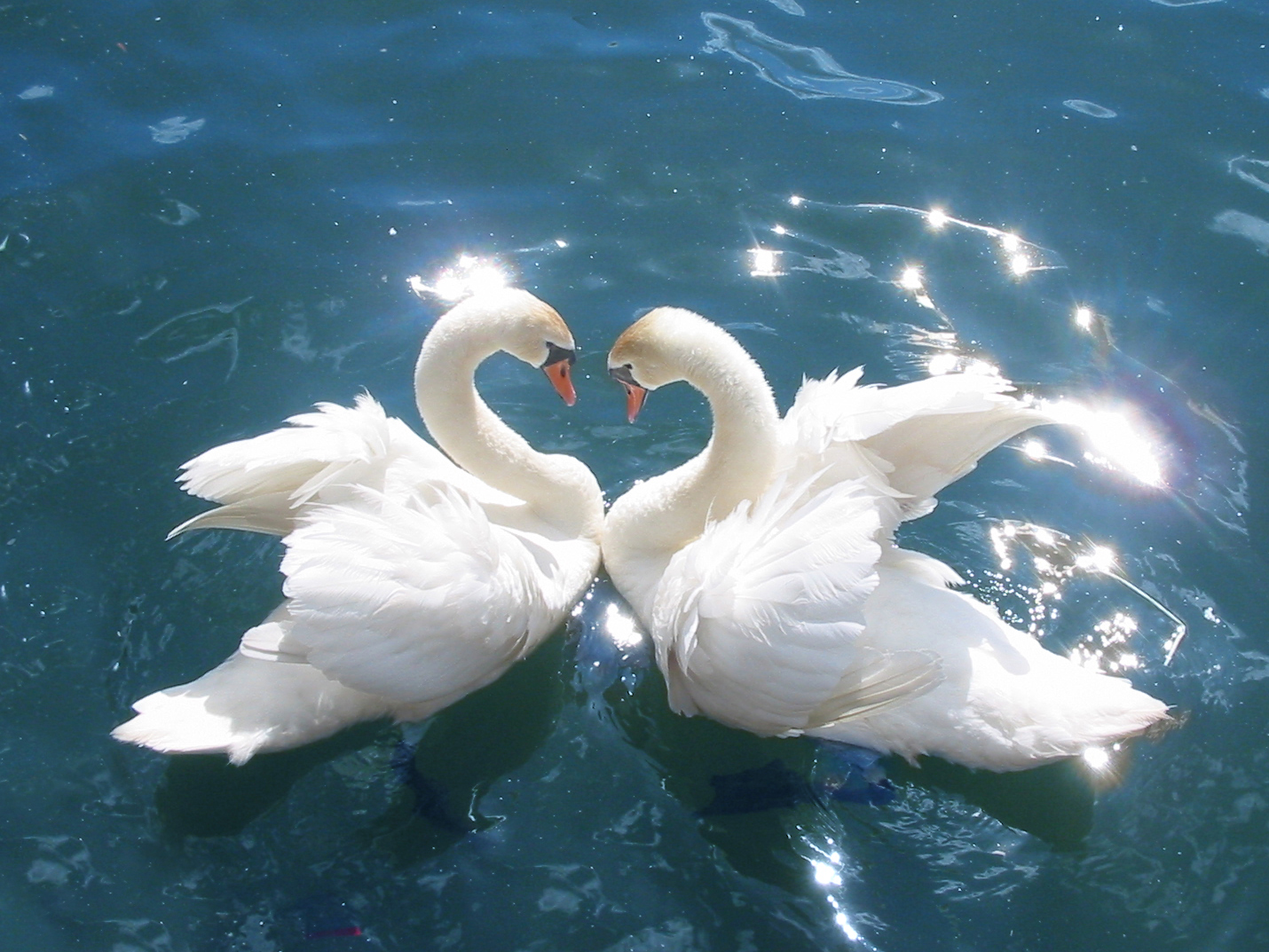
Schwäne (Cygnus olor) – Symbole für Reinheit und Transzendenz im Vedanta

Der Begriff Shanti (Sanskrit शान्तिः śāntiḥ) hat die Bedeutung absoluten inneren Friedens.

## Etymologie
Das Sanskritwort शान्तिः (śāntiḥ), im Englischen Shanti oder Shantih, leitet sich ab vom Adjektiv शम – śama – mit der Bedeutung ruhig, still und impliziert Zufriedenheit, Ruhe, Beschaulichkeit, Erfülltheit und letztlich Glückseligkeit.

## Definition
Das weibliche Substantiv shanti kann wie folgt übersetzt werden: Ruhe des Gemüts, Seelenruhe, innerer Friede, Friede, Heil, Segen, Wohlergehen, Erlöschen (des Feuers), Nachlassen, Aufhören, Pause, Unterbrechung, Ausbleiben einer üblen Wirkung, der Eingang zur ewigen Ruhe, Sterben und Tod.
Shanti kann als ein Gemütszustand definiert werden, der sich durch absoluten inneren Frieden, ruhige Unerschütterlichkeit und das Fehlen frenetischer, vom Verstand ausgesendeter Gedanken auszeichnet. Diese unaufhörliche Verstandestätigkeit wird im Sanskrit als Vritti bezeichnet. Wird der Zustand des shanti erreicht, so stellt sich äußerster Gleichmut, Ausgeglichenheit, Zentriertheit und Mäßigung ein. Dank seiner ist der Einzelne in der Lage, zu jeder beliebigen Zeit vollkommen konzentriert und abgeklärt zu leben.

## Charakterisierung

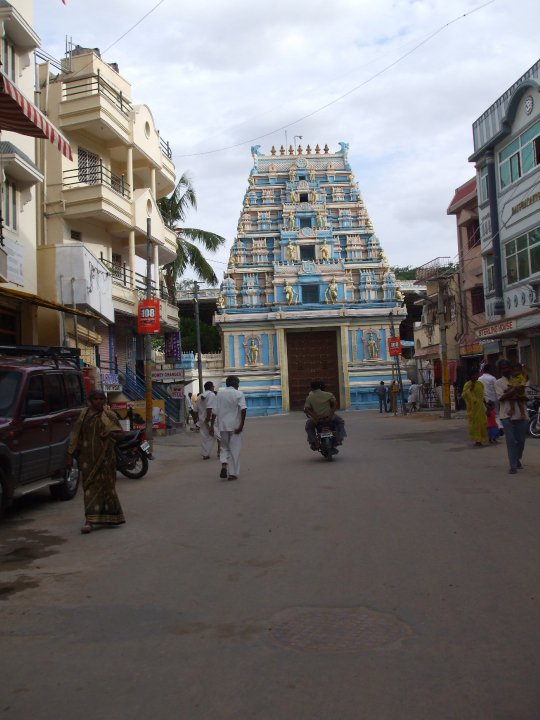
Eingang zum Prasanti Nilayam, dem Ort des höchsten Friedens in Puttaparthi

### Im Hinduismus
Shanti ist ein oft verwendeter und sehr geschätzter Begriff im Hinduismus, der in all seinen verschiedenen Strömungen auftritt. Dieses Konzept wird in zahlreichen hinduistischen Schriften erwähnt, unter anderem in den Veden, in den Upanishaden und in der Bhagavad Gita. Das Erreichen des inneren Friedens, der von der tatsächlichen Gegenwart oder einer Identifizierung mit dem Göttlichen ausgeht (in seinem persönlichen Aspekt als Ishvara oder unpersönlich als Brahman), ist das Ziel sämtlicher Philosophierichtungen und Gedankenschulen des Hinduismus. Hierzu einige Beispiele :
- Im Bhakti-Yoga (beispielsweise in der Hare-Krishna-Bewegung) stellt sich Shanti durch devotionellen Gottesdienst ein, durch den eine stellungsgemäße Beziehung zum personifizierten Gott wieder hergestellt wird.
- Laut dem nicht-dualistischen Advaita Vedanta geht jede Form von Dualität aus Leid hervor. Shanti hingegen ist eine direkte Folge der Befreiung von sämtlichen Leid erweckenden Ursachen; es ist überdies die Fähigkeit, zwischen Wahrem und Unwahrem zu unterscheiden und beruht auf Nicht-Identifizierung mit allen Facetten der dualen Erscheinungswelt. Erst shanti ermöglicht es somit, den Atman im eigenen Selbst wiederzuerkennen.
- In der Bhagavad Gita erklärt Krishna Shanti als letztendliches Ziel allen Yogas:

„युञ्जन्नेवं सदात्मानं योगी नियतमानसः
शान्तिं निर्वाणपरमां मत्संस्थामधिगच्छति“

„yuñjann evaṁ sadātmānaṁ   yogī niyata-mānasaḥ
śāntiṁ nirvāṇa-paramāṁ   mat-saṁsthām adhigacchati“

„Indem sich der mystische Transzendentalist auf diese Weise ständig darin übt, Körper, Geist und Tätigkeiten zu beherrschen, erlangt er Frieden, beendet sein materielles Dasein und gelangt zu Mir“

### Im Buddhismus
Tenzin Gyatso, der gegenwärtige 14. Dalai Lama, betont die Wichtigkeit von Shanti für den Weltfrieden :

„Die Frage eines tatsächlichen, dauerhaften Weltfriedens betrifft die gesamte Menschheit. Sie hat ihre Wurzeln in grundlegenden, typisch menschlichen Gefühlen. Durch Erlangung inneren Friedens kann auch der Weltfrieden letztendlich anvisiert werden. Die zentrale Bedeutung individueller Verantwortung liegt somit auf der Hand. Zuerst muss eine friedvolle Atmosphäre in uns selbst verwirklicht werden, die sich sodann auf unsere Familien, unsere Gemeinschaften und schließlich auf den gesamten Planeten ausbreiten kann.“

## Als Mantra
Bereits in den Upanishaden wird Shanti erstmals als Mantra verwendet, meist als Einleitung und am Schluss eines Verses. So endet beispielsweise die Anrufung in der Isha-Upanishad mit einer dreimaligen Wiederholung von Shanti :

„oṁ pūrṇam adaḥ pūrṇam idaṁ
pūrṇāt pūrṇam udacyate
pūrṇasya pūrṇam ādāya
pūrṇam evāvaśiṣyate
oṁ shanti shanti shanti“

„Oṁ. Die Persönlichkeit Gottes ist perfekt und vollkommen. Da sie vollkommen perfekt ist, sind auch ihre sämtlichen Emanationen wie diese phänomenale Welt perfekt als Vollkommenes Ganzes geschaffen worden. Was immer vom Vollständigen Ganzen abgesondert wird ist in sich vollständig. Da die Persönlichkeit Gottes ein Vollständiges Ganzes ist, bleibt sie selbst nach Absonderung all dieser vollständigen Teile in perfektem Gleichgewicht. Oṁ. Friede, Friede, Friede.“

## Moderne Verwendung
Der Begriff shanti hat neuerdings dank sehr populärer Denker wie Mahatma Gandhi oder Sathya Sai Baba, welche sich seiner in ihren Schriften bedienen, eine Wiederbelebung erfahren (beispielsweise in Gandhis philosophischem Konzept des Satyagraha). Auch in der modernen Yoga-Bewegung besitzt Shanti eine zentrale Stellung.
In seinem lyrischen Gedicht Das wüste Land (The Waste Land) benutzt T. S. Eliot in Anlehnung an die Upanishaden das Mantra:

„Datta. Dayadhvam. Damyata.
Shantih shantih shantih“

## Als Eigenname
Wie so viele andere Ausdrücke des Hinduismus hat auch shanti Eingang bei Eigennamen gefunden.
In der indischen Mythologie war Shanti die Tochter von Shraddha und Daksha. Shanti hießen auch die Frauen von Dharma und von Atharvan. Shanti ist ferner ein Name Durgas. Eine der 50 Shaktis von Ganesha trug ebenfalls den Namen Shanti.